# Hellerup

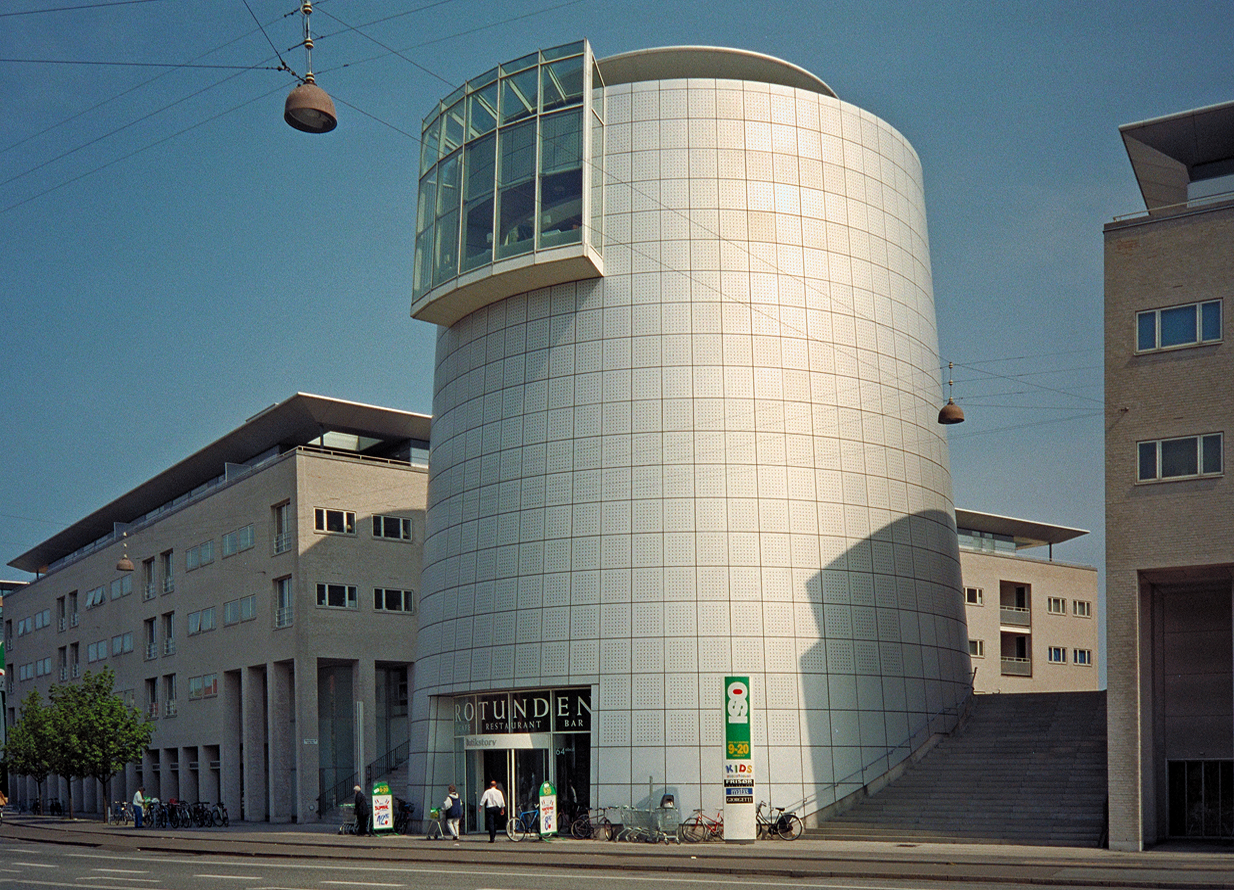
Rotunda de Hellerup.

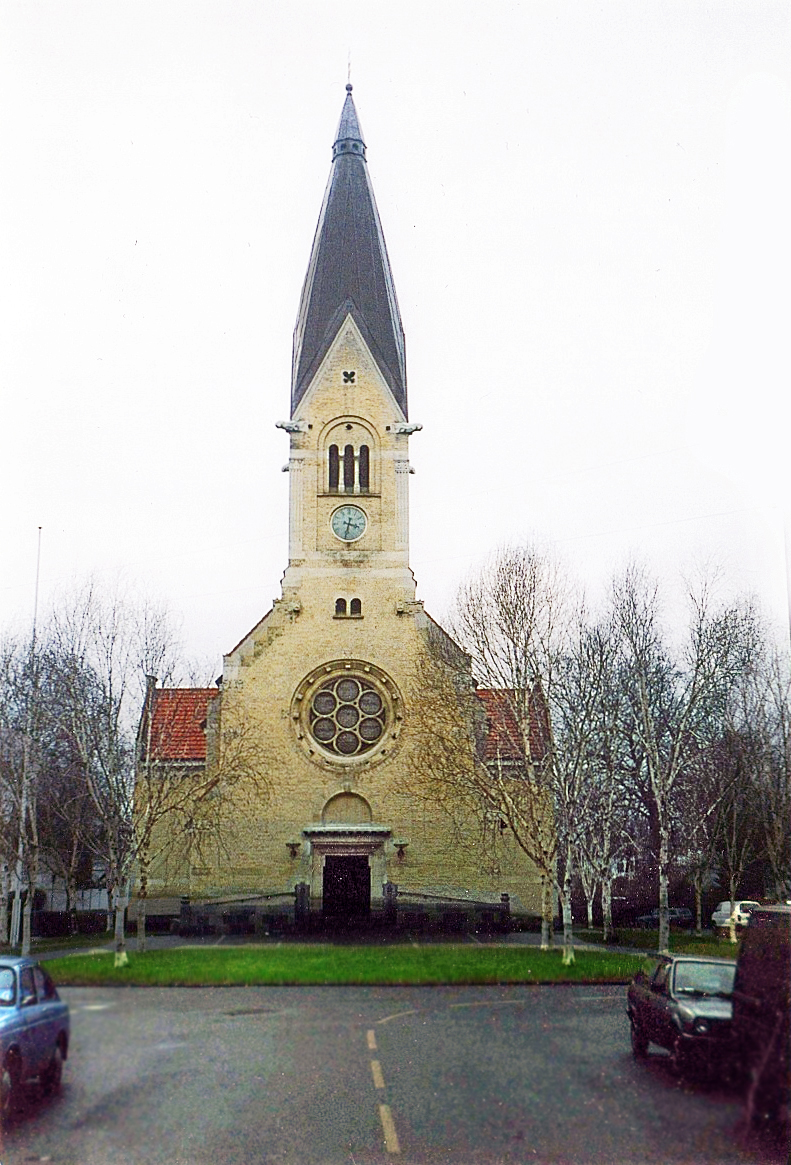
Iglesia de Hellerup.

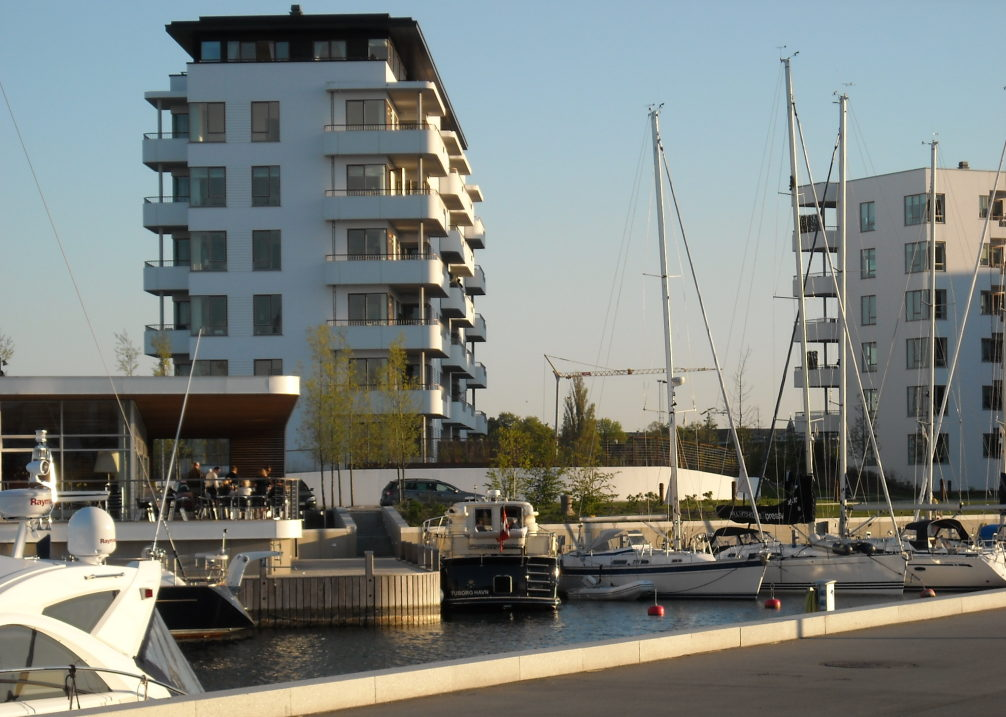
Puerto de Tuborg.

Hellerup es una ciudad danesa de la región Hovedstaden. Está bordeada al este por el estrecho de Sund y por el sur por Copenhague.
Fue Johan David Heller quién llegó a poner su nombre al área cuando compró, en 1748, una granja de 38 hectáreas. 

## Geografía
Hellerup es un suburbio del Copenhague metropolitano situada al norte de la capital danesa.

## Historia
A diferencia de otras ciudades en el municipio de Gentofte, como Gentofte, Ordrup y Hellerup Jægersborg no está marcado por la urbanización antigua, sino más bien por la construcción bastante reciente de la segunda mitad de la década de 1800. Antes de ese tiempo estaba compuesta en gran parte de las granjas y tierras de pastoreo, de manera similar a otras ciudades de la zona como Øregård.